# Iznalloz
Iznalloz là một đô thị trong tỉnh Granada, Tây Ban Nha.
37°23′B 3°31′T / 37,383°B 3,517°T